# Vladimír Dlouhý (poslanec)
Vladimír Dlouhý (* 20. ledna 1950) je český politik, v letech 2006–2010 poslanec Poslanecké sněmovny za ODS.

## Život
Vystudoval pedagogickou fakultu a krátce byl učitelem. Později absolvoval postgraduální studium na Přírodovědecké fakultě a v letech 1974 až 2001 působil v geologii. V červnu 2001 byl jmenován vedoucím odboru životního prostředí na Krajském úřadě Plzeňského kraje. Na této funkci působil i k roku 2006.
V listopadu 1989 spoluzakládal Občanské fórum v Plasích a následně se stal členem ODS. V komunálních volbách roku 1994 neúspěšně kandidoval za ODS do zastupitelstva města Plasy. Zvolen sem byl v komunálních volbách roku 1998. Opětovně sem neúspěšně kandidoval v komunálních volbách roku 2010. Profesně se k roku 1998 uváděl jako podnikatel, v roce 2010 jako OSVČ. Členem zastupitelstva města Plasy byl do roku 2001.
Ve volbách v roce 2006 byl zvolen do poslanecké sněmovny za ODS (volební obvod Plzeňský kraj). Byl místopředsedou sněmovního výboru pro životní prostředí a v letech 2007–2010 členem ústavněprávního výboru. Ve volbách v roce 2010 kandidoval až na 7. místě a svůj mandát neobhájil.
Je ředitelem Aeroklubu v Plasích.